# Zimiromus platnicki
Zimiromus platnicki är en spindelart som beskrevs av Antonio D. Brescovit och Hubert Höfer 1994. Zimiromus platnicki ingår i släktet Zimiromus och familjen plattbuksspindlar.
Artens utbredningsområde är Bolivia. Inga underarter finns listade i Catalogue of Life.